# حديقة شيريتوكو الوطنية

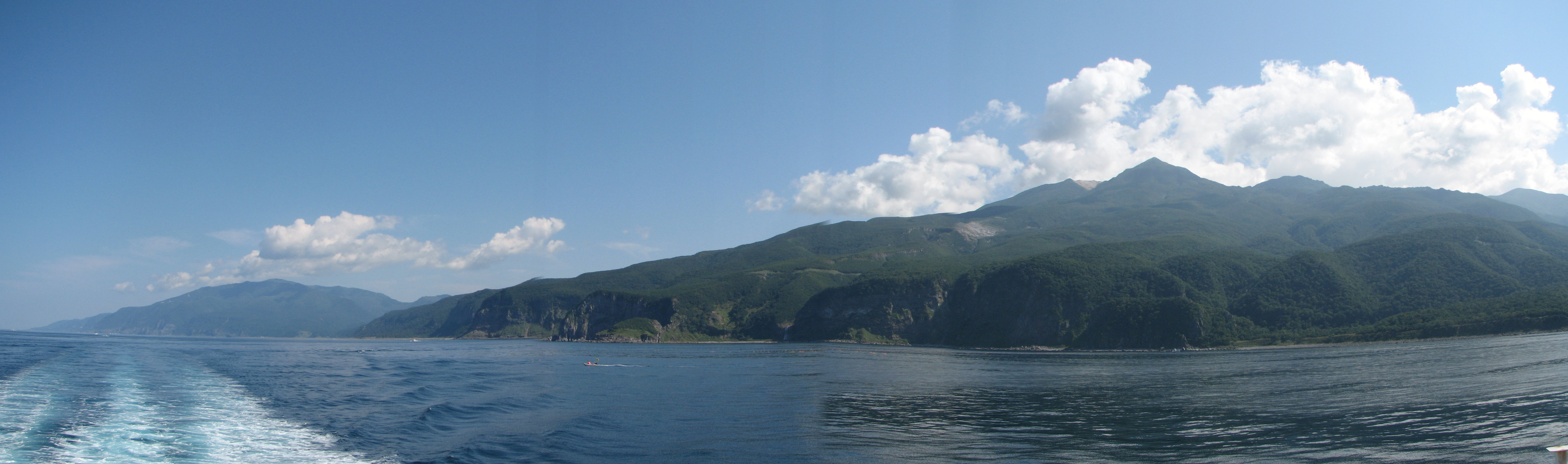
منظر من البحر

موقع حديقة شيريتوكو الوطنية

حديقة شيريتوكو الوطنية (باليابانية: 知床国立公園 شيريتوكو كوكوريتسو كوين) هي حديقة تغطي القسم الأكبر من شبه جزيرة شيروتوكو في أقصى شمال شرق جزيرة هوكايدو، اليابان.
كلمة «شيريتوكو» هي كلمة بلغة الأينو تعني «نهاية العالم».
تعتبر حديقة شيريتوكو واحدة من أكثر المناطق النائية في اليابان، حيث أن أجزاء كبيرة من شبه الجزيرة لا يمكن الوصول إليه إلا سيرا على الأقدام أو بواسطة قارب. تشتهر الحديقة على أنها أكبر موطن للدببة البنية في اليابان وأيضا بسبب النزاعات القائمة حول جزيرة كوناشيري التي تطالب بها روسيا. كما يوجد في الحديقة شلال ينابيع ساخنة يدعى (カムイワッカの滝 كاومي واكا والتي تعني «مياه الآلهة» في لغة الأينو.
غابات الحديقة هي غابات مختلطة من حيث درجة الحرارة، والنوع الرئيسي للأشجار تشمل تنوب سخالين (Abies sachalinensis) ، والبلوط المنغولي (Quercus mongolica). في ما أبعد من حدود الغابات يوجد أجمات من أشجار صنوبر سيبيريا القزمة (Pinus pumila).
في عام 2005 أقرت اليونسكو المنطقة كأحد مواقع التراث العالمي وقدمت المشورة لتطوير الأراضي بالاشتراك مع جزر الكوريل الروسية لتصبح «حديقة التراث العالمي للسلام».

## أهم المعالم
- جبل رانسو

## روابط خارجية
- http://www.biodic.go.jp/english/jpark/np/siretoko_e.html